# Marlène Waal
Marlène Waal, alias Kleine Marlène (Paramaribo, 14 mei 1954), is een Surinaams zangeres. Ze maakte op vierjarige leeftijd haar debuut in De Vrolijke Jeugd onder leiding van haar vader en zong als tienjarige het welkomstlied voorafgaand aan het concert van de Zuid-Afrikaanse zangeres Miriam Makeba, met wie ze jaren later wereldwijd optrad. In de jaren daarna zingt ze met haar eigen band in de stijlen jazz- en gospelmuziek.

## Biografie
Marlène Waal werd in 1954 in Paramaribo geboren in een gezin van bij elkaar veertien kinderen. Ze was vier jaar oud toen ze haar debuut maakte in de zang- en toneelgroep De Vrolijke Jeugd van haar vader René Waal.
In 1964, toen ze tien jaar oud was, kwam de Zuid-Afrikaanse zangeres Miriam Makeba voor een aantal optredens naar Suriname. Dit gebeurde op initiatief van Statenlid Emile de la Fuente die ervoor zorgde dat Waal een Surinaamse versie van een hit van Makeba als welkomstlied zong, met de titel A kon a kon, Makeba kon (Ze komt, ze komt, Makeba komt). Makeba was onder de indruk en vroeg haar vader of Marlène mee mocht naar de Verenigde Staten. Hoewel haar vader toestemming gaf, liet de afhandeling van de papieren op zich wachten. Toen Makebe een half jaar later opnieuw in Suriname was, bleek dat de trage afhandeling niet alleen te danken was aan de Surinaamse autoriteiten, maar ook aan de onwil van premier Jopie Pengel om haar te laten gaan, omdat hij haar optredens nog voor zijn herverkiezingscampagne nodig had.
Kleine Marlène, zoals ze vaak genoemd werd, vertrok op haar dertiende met haar vader voor een tournee met De Vrolijke Jeugd naar Europa. Deze keer werkte Pengel juist mee, omdat hij het belangrijk vond dat Suriname vertegenwoordigd zou worden tijdens de Nationale Taptoe in Delft. Daarnaast nam ze in Nederland platen op en gaf ze concerten en televisieoptredens met de groepen The Singing Sisters, Oema Soso en later met Nature die haar daarna is blijven begeleiden. Gedurende haar muzikale carrière bleef ze geregeld naar Nederland terugkomen.
Het contact met Makebe werd later hernieuwd en met haar ging ze mee op wereldtournees naar Zuid-Afrika, de Verenigde Staten, Duitsland en Engeland. Makebe trad in 2008 op in Paradiso in Amsterdam en drie dagen later in Italië. Tijdens dit laatste optreden was Waal erbij toen Makebe onwel werd en kort daarna op 76-jarige leeftijd overleed aan een hartaanval. Marlène Waal vloog daarop ook mee naar Zuid-Afrika waar Makebe's as werd uitgestrooid.
Sindsdien vervolgt ze haar carrière met jazzmuziek onder begeleiding van The Pharmacy Five and Three met repertoire voor de periode van Billie Holiday. Verder treedt ze op met gospelmuziek waarbij ze begeleid wordt door de Singing Angels.